# Barbacoll de clatell daurat
El barbacoll de clatell daurat (Malacoptila semicincta) és una espècie d'ocell de la família dels bucònids (Bucconidae) que habita la selva humida del sud-est del Perú, sud-oest del Brasil i nord de Bolívia.